# Tonminerale

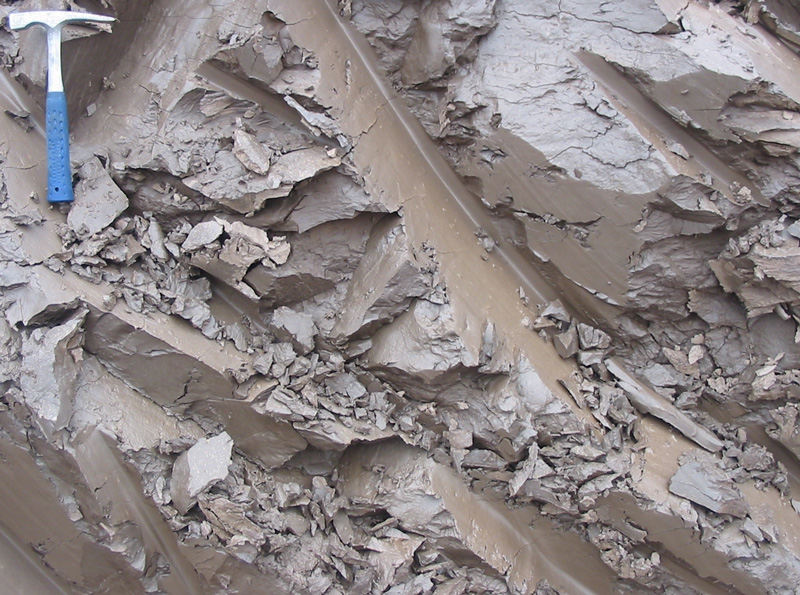
Quartärer Ton in Estland

Schichtgitter von Montmorillonit als Beispiel für Schichtsilikate

Tonminerale bezeichnet einerseits Minerale, die überwiegend feinstkörnig (Korngröße < 2 µm) vorkommen, andererseits jedoch die Schichtsilikate, die nach ihrer schichtartigen Kristallstruktur aus Silizium und Sauerstoff sowie Wasserstoff und meist Magnesium und Aluminium benannt sind. Beide Definitionen sind nicht deckungsgleich. Manche überwiegend feinstkörnig vorkommende Minerale, etwa Goethit oder Gibbsit, sind keine Silikate. Andererseits gibt es Schichtsilikate, wie etwa Kaolinit, die oft größer als zwei Mikrometer sind. Tonminerale bezeichnen daher in der Regel solche Minerale, die beide Kriterien erfüllen.

## Entstehung
Tonminerale entstehen durch Verwitterung von anderen Mineralen bzw. Gläsern oder bilden sich neu aus übersättigten Bodenlösungen oder hydrothermalen Wässern. Bei der Diagenese kommt es zu Ordnungsprozessen in den Kristallstrukturen der Tonminerale, die als Maß für die Reife eines Sediments verwendet werden kann.

## Struktur
Tonminerale bestehen aus zwei charakteristischen Bauelementen:
- Tetraederschicht: eckenverknüpfte SiO4-Tetraeder, zum Teil  Si substituiert durch Al
- Oktaederschicht: kantenverknüpfte Al(OH)6-Oktaeder, zum Teil Al substituiert durch Mg

Je nach Anordnung dieser Schichten unterscheidet man:
- 1:1-Tonminerale (Zweischicht-Tonminerale): Tetraederschicht-Oktaederschicht (TO), zum Beispiel Kaolinit oder Chrysotil
- 2:1-Tonminerale (Dreischicht-Tonminerale): Tetraederschicht-Oktaederschicht-Tetraederschicht (TOT), zum Beispiel Illit, Smectit oder Vermiculit
- 2:1:1-Tonminerale (Vierschicht-Tonminerale): Tetraederschicht-Oktaederschicht-Tetraederschicht-Oktaederschicht (TOTO), zum Beispiel Chlorit

Durch die Substitution (v. a. von vierwertigem Si durch dreiwertiges Al in der Tetraederschicht oder von dreiwertigem Al durch zweiwertiges Mg in der Oktaederschicht) entsteht eine negative Schichtladung, die durch die Einlagerung von Kationen in der Zwischenschicht neutralisiert wird. Die Schichtladung der 1:1-Tonminerale ist stets Null. Die 2:1-Tonminerale werden nach ihrer Schichtladung x klassifiziert:
- x ≈ 0: Talk-Pyrophyllit-Gruppe[1]
- x ≈ 0,25 – 0,6: Smektitgruppe, zum Beispiel Montmorillonit, Beidellit, Nontronit, Saponit oder Hectorit[1]
- x ≈ 0,6 – 0,9: Vermiculit-Illit-Gruppe
- x ≈ 1 – 2: Glimmergruppe[1]

Tonminerale mit nicht ganzzahligen Schichtladungen besitzen die Fähigkeit zur Quellung, das heißt zur temporären und reversiblen Wasseraufnahme in ihren Zwischenschichten.
Alternativ kann die Schichtladung in der Oktaederschicht auch dadurch kompensiert werden, dass nur zwei von drei Oktaedern besetzt sind. Daher unterscheidet man:
- dioktaedrische Tonminerale mit zwei besetzten Oktaederpositionen, zum Beispiel Kaolinit
- trioktaedrische Tonminerale mit drei besetzten Oktaederpositionen, zum Beispiel Chrysotil

## Eigenschaften
Tonminerale sind sehr weich (Mohs-Härte 1) und reagieren plastisch auf mechanische Beanspruchung. Sie wandeln sich beim Erhitzen in härtere und festere Minerale um (Keramik). Tonminerale besitzen eine große spezifische Oberfläche, an die Stoffe adsorbiert und desorbiert werden können. Mit der großen Oberfläche ist eine hohe Kationenaustauschkapazität verbunden. Tonminerale haben eine geringe Wasserdurchlässigkeit. Suspensionen von Tonmineralen reagieren thixotrop auf mechanische Beanspruchung.

## Geologische Bedeutung
Die Art und der Anteil der Tonminerale in Böden bestimmt maßgeblich deren Fruchtbarkeit. 2:1-Tonminerale besitzen eine höhere Kationenaustauschkapazität als 1:1-Tonminerale und können daher mehr Nährstoffe wie Kalium- oder Ammoniumionen an Pflanzen abgeben, während sie die von den Wurzeln abgegebenen Hydroniumionen an deren Stelle in ihrer Zwischenschicht einlagern. Der kristallographische Ordnungsgrad des Tonminerals Illit wird von Mineralogen verwendet, um die Zeit zu bestimmen, die seit der Ablagerung eines Sediments vergangen ist. Er nimmt mit fortschreitender Diagenese zu.

## Technische Bedeutung

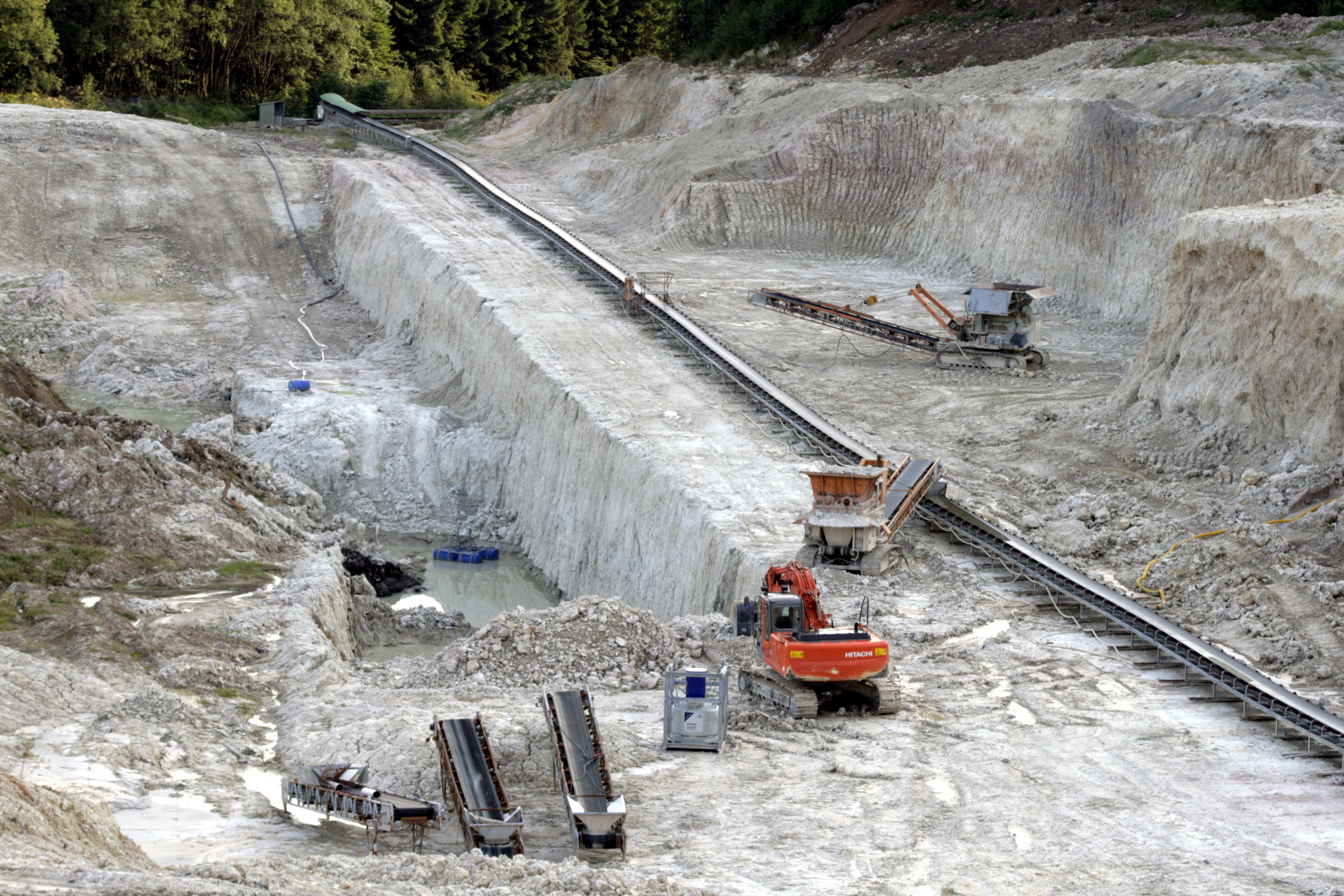
Tongrube bei Mengerskirchen im Westerwald

Ton ist der wichtigste und älteste Rohstoff für die Herstellung von Keramik. Als Bestandteil von Lehm wird er für die Herstellung von Ziegeln benötigt. Daneben wird er zusammen mit Kalkstein zur Produktion von Zement verwendet. In der Bildenden Kunst dient er der Herstellung von Plastiken. Tonminerale werden als Ionenaustauscher, beispielsweise bei der Säuberung von Trinkwasser und zum Entfärben von Lösungen eingesetzt. Insbesondere Montmorillonit wird wegen seiner Wasseraufnahmefähigkeit genutzt, zum Beispiel im Katzenstreu. Kaolinit wird auch in der Papierindustrie als Appreturmittel verwendet, glättet die Oberfläche und nimmt Tinte auf. Blähton (stark porös gebrannter Ton) dient als isolierender Baustoff und für die Hydrokultur. Andere Tone dienen als Abdichtung in Deponien, sind Füll-, Trenn- und Zuschlagstoffe in Farben, Lebensmitteln und pharmazeutischen Produkten oder werden als Katalysatoren eingesetzt.
Zum Einsatz als Füllstoff, beispielsweise in Kunststoffen, werden Tone zuvor mit organischen Modifikatoren modifiziert, um sie organophil (d. h. hydrophob) zu machen. Dadurch verlieren sie zwar ihre gute Wasseraufnahmefähigkeit, lassen sich aber gut mit organischen Stoffen (z. B. Polymerschmelzen) mischen. Sie können dann als Nanofüllstoff eingesetzt werden.